# 쿽누스 로켓
쿽누스 로켓(Qoqnoos)은 이란 우주국이 개발중인 우주로켓이다.

## 역사
쿽누스(Qoqnoos)는 이란의 불사조를 말한다.
2013년 2월 2일, 이란 우주국 국장인 하미드 파젤리는 시모르그 로켓 다음에는 더 대형인 쿽누스 로켓을 개발할 것이라고 말했다.
쿽누스 로켓은 2025년에 첫 시험발사될 계획이며, 3500 kg 지구 저궤도 인공위성, 1500 kg 정지궤도 인공위성을 발사할 수 있다. 로켓은 길이 40 m, 직경 2 m이다.

## 앙가라 로켓
한국의 나로호가 앙가라-1.1이라고 알려져 있는데, 러시아는 안가라-1.2pp을 시험발사했다. 안가라-1.2는 2단 액체연료 로켓으로, 길이 42.7 m, 직경 2.9 m, 무게 170톤, 1단 추력 200톤, 3800 kg 지구 저궤도 인공위성 발사가 가능하다. 이란의 직경 2 m는 좀 작은데, 대략 그정도 크기의 로켓을 2025년에 발사하겠다는 것이다.

## 백두엔진
2013년 11월 26과 27일, 미국 보수 매체 워싱턴 프리 비컨은 북한이 추력 80톤의 신형 로켓 엔진을 개발중이라고 보도했다. 이란의 액체연료 추진 로켓 개발을 담당하는 샤히드 헤마트 산업그룹(Shahid Hemmat Industrial Group)의 기술자들이 평양을 비밀방문해 개발 중인 80톤 로켓 엔진을 들여다 봤으며, 미국 관료를 인용해, 새 엔진은 슈퍼 ICBM 또는 중량급 우주발사체(HLV, en:Heavy-lift launch vehicle)에 사용될 것이라고 보도했다.
2016년 7월 20일 대한민국 항우연은 당초 임무수행 시간(143초)보다 긴 145초 연속 추력 75톤 액체연료 로켓 엔진 연소 시험에 성공했다.
2016년 9월 20일 북한 조선중앙통신은 서해 위성 발사장에서 백두산 로켓에 사용될 추력 80톤 액체연료 로켓 엔진의 지상 연소실험에 성공했다고 보도했다. 연소시간은 200초라고 밝혔다.
남북한은 동일한 추력의 액체로켓 엔진 개발 경쟁중인데, 이란은 이미 북한에서 백두엔진을 획득했다고 알려졌다.
북한은 백두엔진으로 화성 14호, 화성 15호, 화성 16호를 개발했다. 그러나, 이란이 말하는 길이 40 m 대형 로켓은 북한이 만든 적이 없다. 그런데, 북한이 먼저 만들어서 먼저 시험발사하지 않은 것은 이란이 발사한 적이 없다. 따라서, 북한이 백두엔진으로 길이 40 m 대형 로켓을 개발중이라고 추측할 수 있다.
한국이 2021년 발사하는 누리호가 무게 200톤에 1.5톤 지구 저궤도 인공위성 운반능력이 있는데, 이는 3단 로켓을 재점화 로켓을 사용하지 않아서 인공위성 무게가 줄었다는 것이고, 재점화 로켓을 사용하면 훨씬 무거운 인공위성 발사가 가능하다고 알려져 있다. 200톤 누리호와 비슷한 무게가 싸이클론 3호이다. 길이 40 m, 직경 3 m, 무게 190톤으로 4.1톤 지구 저궤도 발사능력이 있다. 즉, 2013년 이란의 우주 계획을 살펴보면, 2020년 현재 북한이 누리호를 개발하고 있는 것으로 보인다.

## 같이 보기
- 백두엔진